# Gaylon Nickerson
Gaylon Harrel Nickerson (Osceola, 5 febbraio 1969) è un ex cestista statunitense, professionista nella NBA, in Turchia, Italia e Spagna.

## Carriera
È stato selezionato dagli Atlanta Hawks al secondo giro del Draft NBA 1994 (34ª scelta assoluta).

## Palmarès
- CBA Newcomer of the Year (1996)
- All-CBA First Team (1997)
- Miglior marcatore CBA (1997)
- Campione USBL (2002)